# لوران كونستانتين
لوران كونستانتين (بالفرنسية: Laurent Constantin)‏ هو لاعب كرة الريشة فرنسي، ولد في 10 يونيو 1988 في سان كلو في فرنسا.

## وصلات خارجية
- لوران كونستانتين على موقع BWF.tournamentsoftware.com (الإنجليزية)
- لوران كونستانتين على موقع BWFbadminton.com (الإنجليزية)